# Hochschule für Musik und Tanz Köln
La Hochschule für Musik und Tanz Köln (École supérieure de musique et de danse de Cologne) est un conservatoire de musique à Cologne (Rhénanie) fondé en 1850.

## Histoire
L'école a été fondée par Ferdinand Hiller en 1850 sous le nom de Conservatorium der Musik in Coeln. En 1925, elle est devenue la Staatliche Hochschule für Musik après avoir introduit de nouveaux enseignements et de nouveaux systèmes d'examens.
En 1972 ont été incorporés les conservatoires d'Aix-la-Chapelle et de Wuppertal auparavant indépendants, formant  la Staatliche Hochschule für Musik Rheinland qui en 1987 a changé son nom en Hochschule für Musik Köln.
L'école accueille 1 065 élèves à Cologne, 228 à Wuppertal et 217 à Aix-la-Chapelle.

## Élèves
- Philipp Ahmann
- Theo Altmeyer
- Camille Babut du Marès
- Charles Ainslie Barry
- Jürg Baur
- Heribert Beissel
- Jean-Yves Bosseur
- Hermine Bovet
- Elena Braslavsky
- Claudio Bohórquez
- Michael Denhoff
- Kimiko Douglass-Ishizaka
- Vivian Dunn
- Mojca Erdmann
- Juan Carlos Echeverry Bernal
- Henry Fairs
- Achim Fiedler
- Johannes Fritsch
- Reinhard Goebel
- Anouchka Hack
- Anja Harteros
- York Höller
- Engelbert Humperdinck
- Hedy Iracema-Brügelmann
- Volker David Kirchner
- Akil Mark Koci
- Karlrobert Kreiten
- Ruth Kronen
- Jin Sang Lee
- Thomas Lehn
- Mesias Maiguashca
- Willem Mengelberg
- Karl Aagard Østvig
- Michael T. Otto
- Ernst Peterka
- Allard de Ridder
- Olga Scheps
- Steffen Schleiermacher
- Michael Schneider
- Wilhelm Schüchter
- Sayaka Shoji
- Juan María Solare
- Soyoung Yoon
- Markus Stenz
- Karlheinz Stockhausen
- Chris Walden
- Graham Waterhouse
- François Weigel
- Eberhard Werdin
- Bernd Alois Zimmermann

## Professeurs
- Pierre-Laurent Aimard (piano)
- Roberto Aussel (guitare)
- Martin Bambauer (orgue)
- Zakhar Bron (violon)
- Marcus Creed (violon baroque)
- Richard Gwilt
- York Höller
- Konrad Junghänel
- Maria Kliegel (violoncelle)
- Vassily Lobanov (piano)
- Thierry Mechler (orgue)
- Edda Moser (chant)
- Jono Podmore
- Christoph Prégardien (chant)

## Anciens professeurs
- Hermann Abendroth
- András Adorján
- Quatuor Amadeus
- Jürg Baur
- Erling Blöndal Bengtsson
- Walter Braunfels
- Herbert Eimert
- Michael Endres
- Johannes Fritsch
- Clemens Ganz
- Vinko Globokar
- Reinhard Goebel
- Hans Werner Henze
- Philipp Jarnach
- Adolf Jensen
- Mauricio Kagel
- Alfons Kontarsky
- Aloys Kontarsky
- Günter Ludwig (de)
- Frank Martin
- Josef Metternich
- Krzysztof Meyer
- August von Othegraven
- Siegfried Palm
- Max Rostal
- Michael Schneider
- Heinrich Schiff
- Hermann Schroeder
- Karlheinz Stockhausen
- Jiggs Whigham
- Franz Wüllner
- Bernd Alois Zimmermann